# 40 Eridani

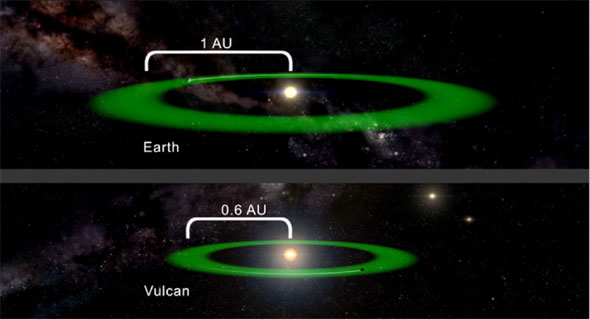
Vergelijking van de bewoonbare zone van 40 Eridani A (hier aangeduid met Vulcan) met de bewoonbare zone van het zonnestelsel. (Opmerking "Vulcan" is een fictieve planeet in een baan rond 40 Eridani in Star Trek, en geen ontdekte exoplaneet.)

40 Eridani (Omikron2 Eridani of Keid) is een drievoudige ster in het sterrenbeeld Eridanus. Dit drietal bestaat uit een oranje (een type K hoofdreeksster), een witte en een rode dwerg.
40 Eridani B zou vanaf een planeet rond 40 Eridani A een magnitude hebben van -8 en 40 Eridani C een magnitude van -6.
Het koppel Omikron1 Eridani (Beid) en Omikron2 Eridani (Keid) kan, vanuit de Benelux gezien, als gidssterren fungeren om geostationaire satellieten waar te nemen.

## Star Trek
40 Eridani is het thuissysteem van de Vulcans in de serie Star Trek.